# Mary Anne Marchino
Mary Anne Marchino (Indianapolis, 27 gennaio 1938 – 29 gennaio 2021) è stata una nuotatrice statunitense.
Specializzata nel dorso e nello stile libero, ha partecipato ai Giochi di Melbourne 1956, gareggiando nei 100m dorso.